# Henri-Gustave Joly de Lotbinière
Pour les articles homonymes, voir Joly et Lotbinière.
Henri-Gustave Joly, nommé Joly de Lotbinière à partir de 1888, né le 5 décembre 1829 à Épernay en France et mort le 16 novembre 1908 à Québec au Canada, est un avocat et homme politique canadien. Il est premier ministre du Québec de mars 1878 à octobre 1879 et le premier protestant à exercer cette fonction. Il est aussi le premier chef du Parti libéral du Québec (PLQ) en 1869,. Il est aussi ministre du cabinet fédéral de 1896 à 1900 avant d'être lieutenant-gouverneur de la Colombie-Britannique de 1900 à 1906,.

## Biographie

### Enfance et éducation
Henri-Gustave est le fils de Pierre-Gustave Joly (1798-1865), négociant français d'origine suisse, et de Julie-Christine Chartier de Lotbinière (1810-1887), noble canadienne-française avec des origines américaines. Elle est seigneuresse de Lotbinière et fille de Michel-Eustache-Gaspard-Alain Chartier de Lotbinière, militaire et politicien canadien-français. Baptisé à Épernay dans la religion protestante réformée, Henri-Gustave étudie à Paris au collège Saint-Louis et à l'institut Monge. C'est sa tante Catherine Joly Alléon et sa grand-mère Ursula Fehr Joly qui veillent à son instruction tout comme à celle de son jeune frère, Edmond de Lotbinière Joly, qui deviendra officier dans l'armée britannique et mourra en Inde lors de la Révolte des cipayes à Lucknow.
De retour à Québec à l'âge de 20 ans, il suit son père en voyage et sur les chantiers forestiers de leur seigneurie. Tout en apprenant le métier de seigneur et d'investisseur, il croque dans ses carnets de dessins les hommes à l'ouvrage, les bâtiments pittoresques et les points de vue intéressants. Henri-Gustave travaille aussi dans un cabinet d'avocat de Québec pour parfaire ses connaissances du droit canadien. Il deviendra membre du barreau canadien en 1855.

### Vie de famille

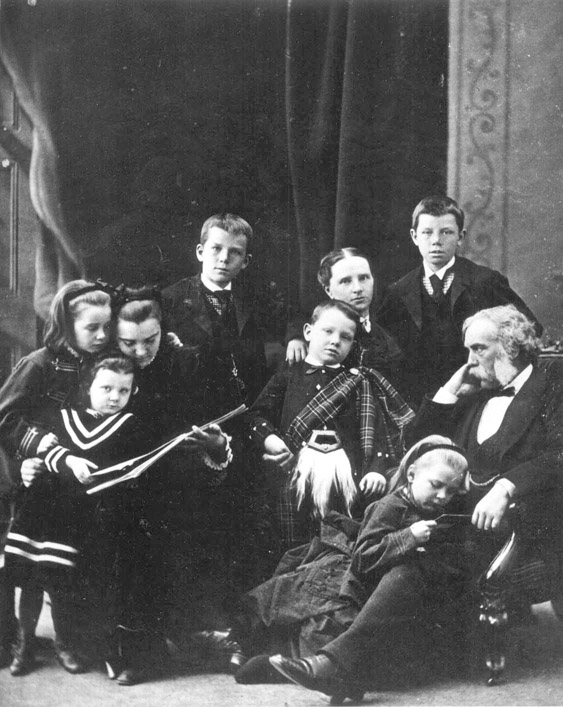
La famille Joly de Lotbinière.

Devenu anglican, Henri-Gustave se marie le 6 mai 1856 avec Margaretta Josepha "Lucy" Gowen, en la cathédrale de la Sainte-Trinité de Québec. Cette dernière est née dans cette ville le 25 juillet 1837 et décédera le 14 août 1904 à Victoria, en Colombie-Britannique. Également anglicane, elle est la fille du notaire Hammond Gowen et s'implique auprès des orphelins de la ville et de l'éducation des femmes, notamment par le cercle d'études de l'œuvre de Shakespeare qu'elle a fondé. Le couple aura onze enfants entre 1858 et 1875 dont sept (quatre filles et trois garçons) ont atteint l'âge adulte. La famille habite des maisons louées à Québec, mais aussi le domaine du Platon, aujourd'hui nommé Domaine Joly-De Lotbinière, situé à Sainte-Croix, et le bureau seigneurial de Leclercville.
Après le décès de sa mère, Julie-Christine Chartier de Lotbinière, en 1887, il demande au gouvernement de Québec le droit d'ajouter « de Lotbinière » à son nom de famille pour éviter que celui-ci disparaisse. Il l'obtient en 1888.
Lorsque la vie politique demandera à Henri-Gustave de s'installer à Ottawa puis à Victoria, seule sa femme Margaretta le suivra, leurs enfants ayant eux-mêmes leur propre famille à ce moment. Elle en profitera pour fonder d'autres cercles de lecture pour femmes consacrés à Shakespeare dans ces deux villes. Elle s'impliquera aussi au sein du Conseil national des femmes du Canada.

### Vie politique
En 1860, sa mère lui transmet le titre de seigneur de Lotbinière et son père lui donne son domaine de la pointe Platon. Après une première défaite électorale en 1855, Henri-Gustave Joly est élu à l'Assemblée législative de la province du Canada dans Lotbinière en juillet 1861 en tant que libéral modéré. Il devient membre du Parti rouge lorsqu'il est réélu en 1863.
Bien qu'il ait travaillé à convaincre ses concitoyens de voter contre la confédération canadienne de 1867, Henri-Gustave Joly retourne au parlement avec le Parti libéral du Québec et est député de la circonscription de Lotbinière tant au fédéral qu'au provincial. Il devient chef de l'opposition et en 1869, le premier chef du Parti libéral du Québec. M. Joly conservera cette position jusqu'en 1882. Réélu au provincial en 1871, 1875, 1878, puis sans opposition en 1881. Au fédéral, Henri-Gustave est réélu dans Lotbinière lors de l'élection fédérale canadienne de 1872, mais choisi de rester au provincial lors de l'abolition du double mandat en 1874.
En 1878, le premier ministre conservateur Charles-Eugène Boucher de Boucherville démissionne le 2 mars alors qu'il était sur le point d'être démis de ses fonctions par le lieutenant-gouverneur Luc Letellier de Saint-Just. Ils étaient en conflit sur un projet de loi relatif aux chemins de fer que de Saint-Just considérait anticonstitutionnel. Ainsi, Joly devient premier ministre du Québec le 8 mars 1878. Minoritaire dans la Chambre, il lance des élections afin d'augmenter les effectifs libéraux.
Lors des élections du 1er mai 1878, les libéraux remportent un siège de moins que les conservateurs (il y a également deux conservateurs indépendants). Toutefois, Joly demeure au pouvoir à la tête d'un gouvernement minoritaire pendant environ un an et demi. Le Chemin de fer Québec, Montréal, Ottawa & Occidental, mieux connu sous le nom de « Chemin de fer du Nord » constituait une priorité pour le premier ministre libéral Joly de Lotbinière et sa division Est (Québec–Montréal) sera mise en service en 1879. La rive nord du Saint-Laurent peut enfin compter sur un premier lien ferroviaire.
Joly de Lotbinière  cumule les fonctions de premier ministre, de président du Conseil exécutif et de commissaire de l'Agriculture et des Travaux publics pendant tout son gouvernement. Son gouvernement est finalement renversé par une motion de censure impliquant la défection de cinq libéraux (dont le futur premier ministre Edmund James Flynn) vers les conservateurs. Le chef de l'opposition, Joseph-Adolphe Chapleau, est appelé a former le gouvernement le 31 octobre 1879.
Joly demeure chef libéral jusqu'en 1883. En tout, il est chef libéral pendant 17 ans, mais n'est premier ministre que très brièvement.
En 1883, Joly démissionne en tant que chef libéral afin de laisser sa place à Honoré Mercier. Il démissionne en tant que député à l'Assemblée législative le 25 novembre 1885, à la suite d'un désaccord avec son parti et ses électeurs au sujet de l'affaire Riel.

### Retour à la politique
En 1894, le débat sur les écoles du Manitoba a laissé des tensions palpables entre Ontariens anglophones protestants et Québécois francophones catholiques. Elles menacent la confédération au point où les libéraux convainquent Henri-Gustave Joly, francophone et protestant, de donner une série de conférences en Ontario pour rapprocher les deux opinions. Cet effort en plus de tous les services rendus au pays lui valent en 1895 d'être élevé à la dignité de « sir » par la Reine Victoria.
Joly de Lotbinière est de nouveau élu à la Chambre des communes du Canada lors des élections de 1896, cette fois dans la circonscription de Portneuf. Il démissionne lors de son accession au cabinet fédéral et se fait réélire sans opposition à l'élection partielle du 30 juillet 1896. Laurier en fait son contrôleur du Revenu intérieur du 13 juillet 1896 au 29 juin 1897. À cette date, le ministère du Revenu intérieur est créé et Joly en devient ministre et membre du Conseil privé du 30 juin 1897 au 21 juin 1900.
Durant son mandat, Joly accompagne le vice-roi chinois Li Hongzhang lors de son passage au Canada. Venu sensibiliser les gouvernements occidentaux au sort que subissent ses compatriotes sur leur territoire, il obtient de Joly la promesse d'ajuster certaines lois et ses efforts seront récompensés par son admission à l'Ordre du Double Dragon.
Il est nommé lieutenant-gouverneur de la Colombie-Britannique le 21 juin 1900 et occupe ce poste jusqu'au 25 mai 1906.

### Décès
Il meurt à Québec en 1908 et rejoint au cimetière Mount Hermon sa femme Margaretta et leurs cinq enfants décédés avant eux. Son fils aîné, Edmond-Gustave Joly de Lotbinière lui succède à titre de seigneur et de propriétaire du moulin à scie de Leclercville.

## Généalogie

Registres de l'état civil de la France et du Québec.
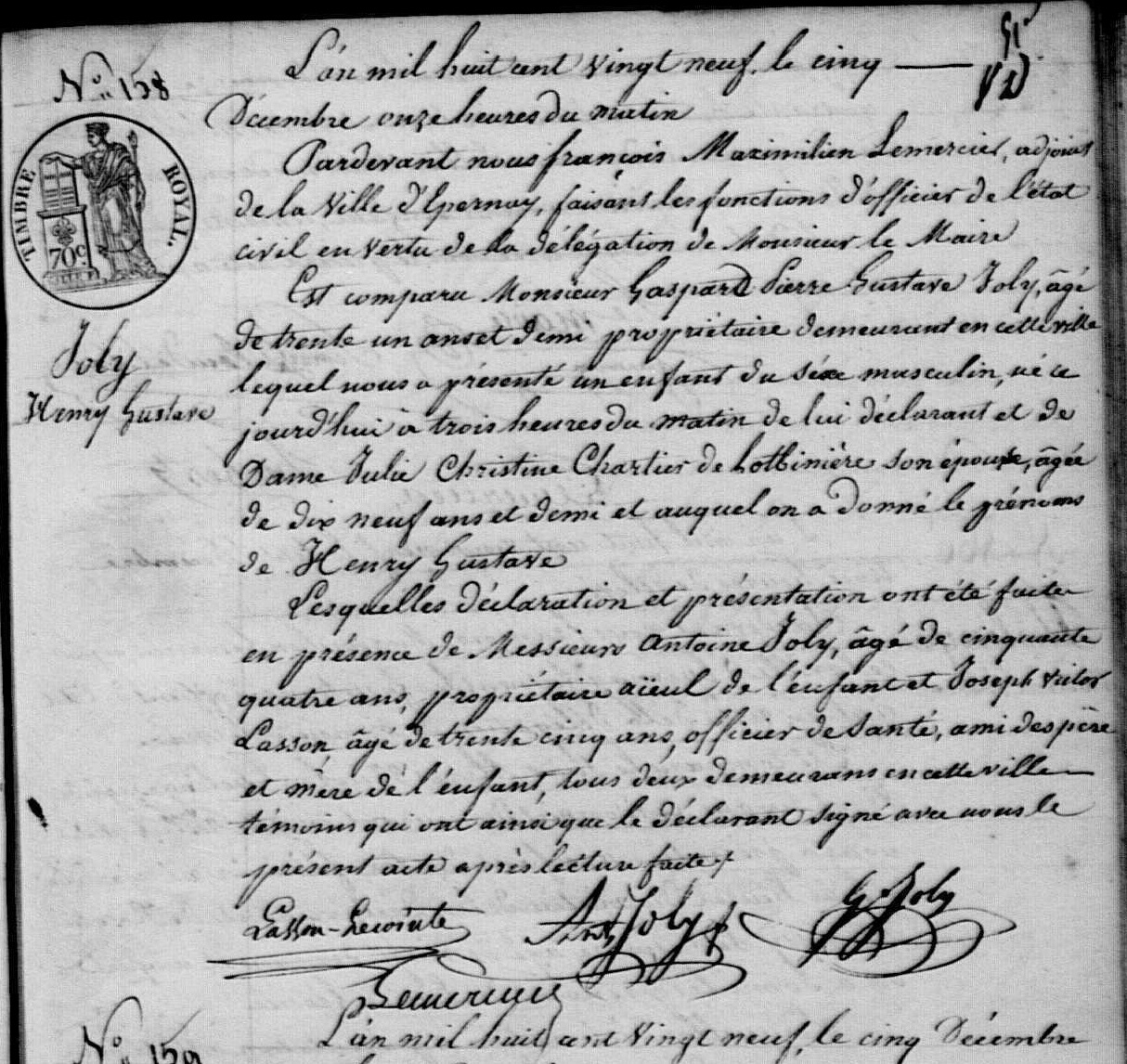
Acte de naissance d'Henry Gustave Joly. 5 décembre 1829. Épernay, département de la Marne.
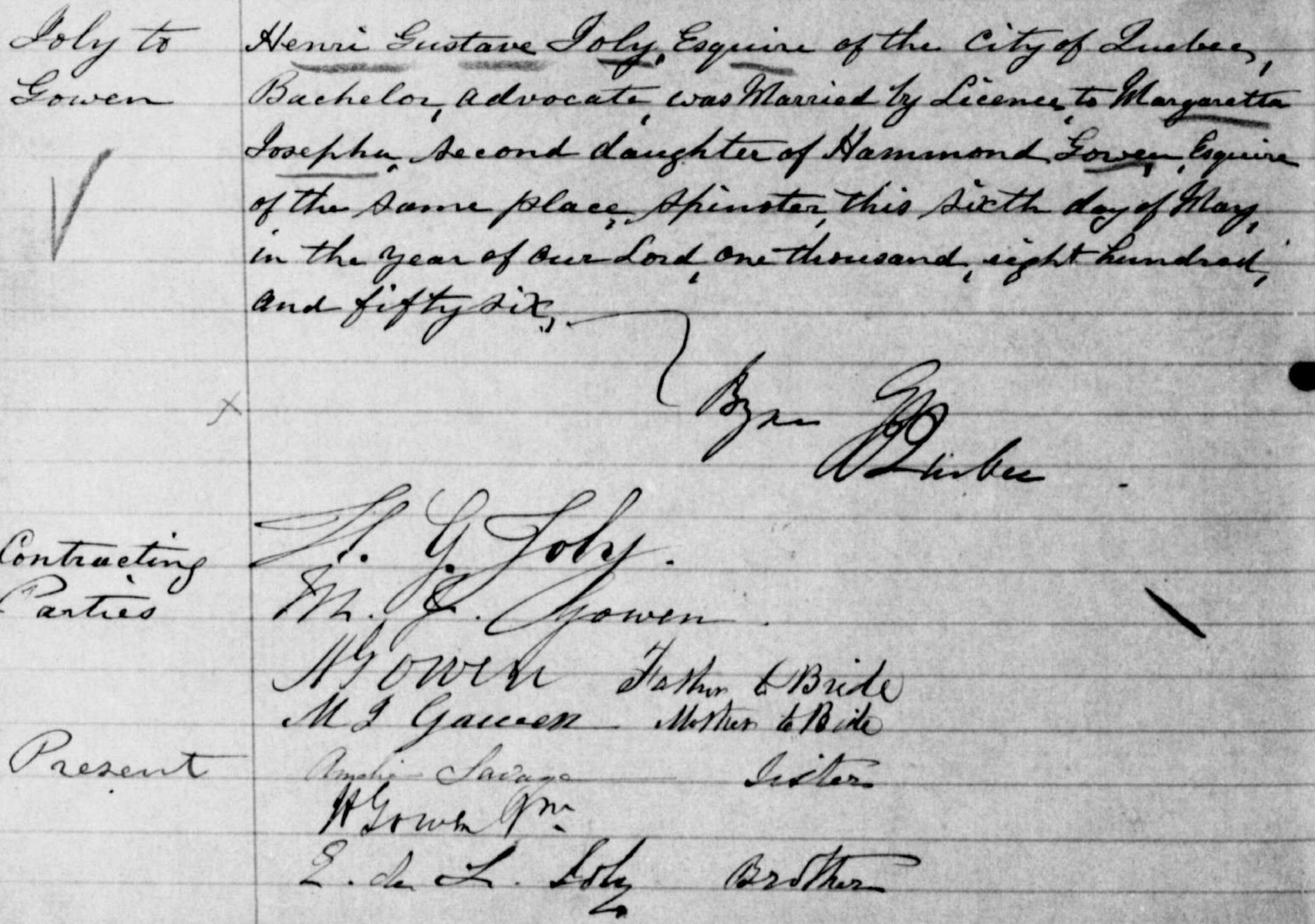
Acte de mariage entre Henri Gustave Joly et Margaretta Josepha Gowen. 6 mai 1856. Paroisse Holy Trinity Anglican Cathedral de la ville de Québec.
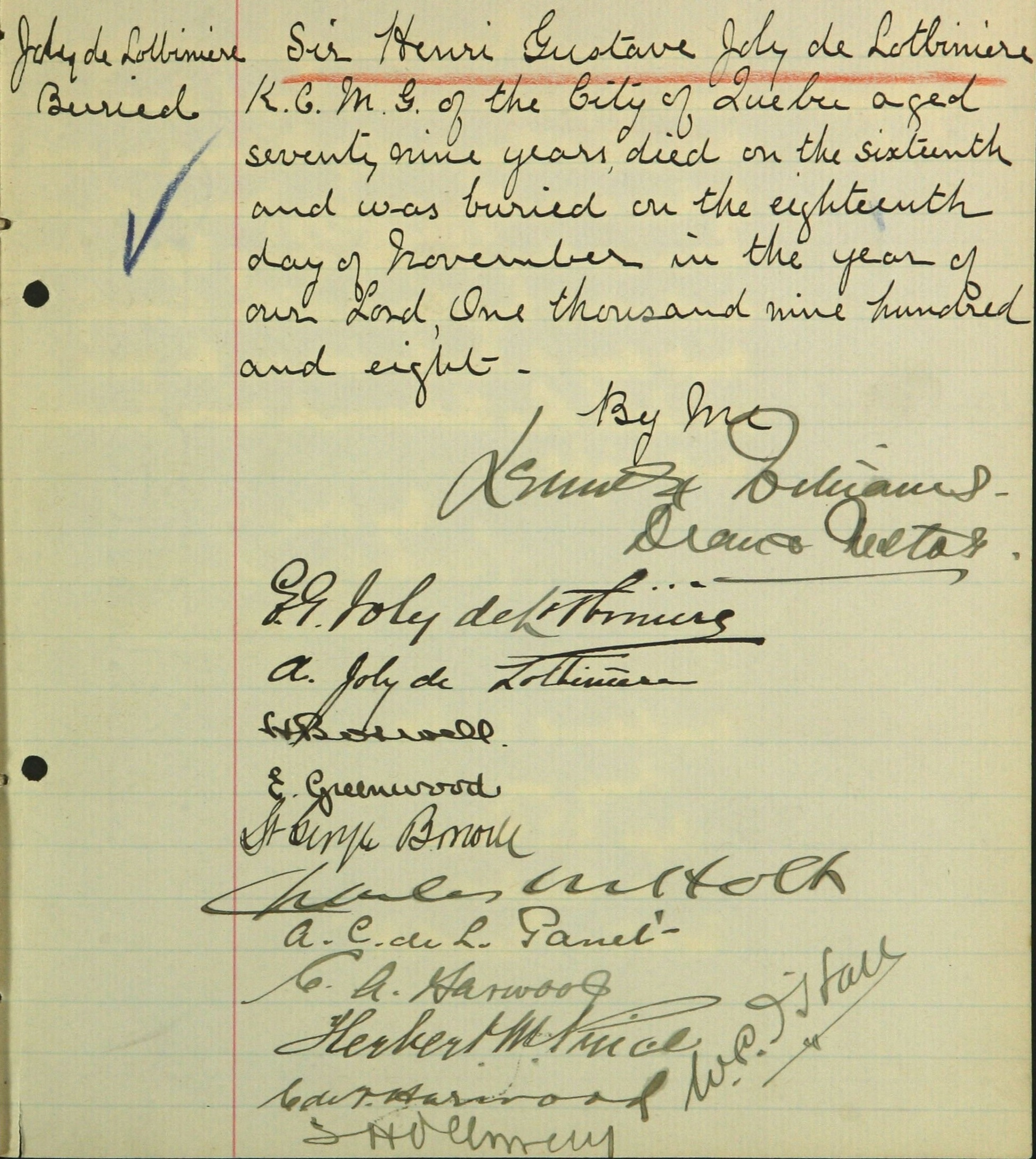
Acte de sépulture de Henri Gustave Joly de Lotbinière. 18 novembre 1908. Paroisse Holy Trinity Anglican Cathedral de la ville de Québec.

## Héraldique
| L'écu d'Henri-Gustave Joly de Lotbinière se blasonne ainsi : Coupé d’azur à deux perdrix d’argent perchées sur un tronc d’arbre d’or posé en fasce sommé d’une couronne de marquis du même, sur argent à trois roseaux naissants d’un marais en pointe, le tout au naturel. |

## Hommages et distinctions

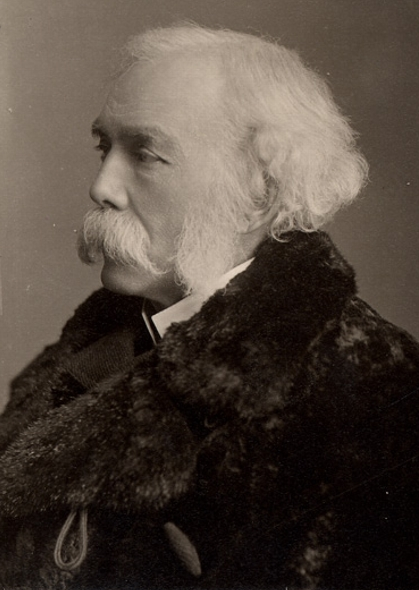
Henri-Gustave vers 1890.

Voici les principales distinctions qu'à reçu sir Henri-Gustave Joly de Lotbinière :
- Conseiller de la Reine en 1878
- Doctorat honorifique en droit du Collège Bishop's en 1887 et du Collège Queen's en 1894.
- Chevalier de l'Ordre de Saint-Michel et Saint-Georges en 1895.

### Hommages toponymiques
- Des circonscriptions électorales provinciales et fédérales, un comté, une municipalité, une municipalité régionale de comté ont tous été nommées en l'honneur de Lotbinière.

- Les rues Joly, Joly-de-Lotbinière, Parc-De Lotbinière ont été nommées en son honneur à Québec[11],[12].

## Résultats électoraux provinciaux

### Résultats électoraux d'Henri-Gustave Joly de Lotbinière
|       | Nom                              | Parti   | Nombre de voix    | %                 | Maj.              |
| ----- | -------------------------------- | ------- | ----------------- | ----------------- | ----------------- |
|       | Henri-Gustave Joly de Lotbinière | Libéral | (sans opposition) | (sans opposition) | (sans opposition) |
| Total | Total                            | Total   | -                 | -                 |                   |

|       | Nom                                        | Parti        | Nombre de voix | %     | Maj. |
| ----- | ------------------------------------------ | ------------ | -------------- | ----- | ---- |
|       | Henri-Gustave Joly de Lotbinière (sortant) | Libéral      | 806            | 79 %  | 592  |
|       | L.-G. Houle                                | Conservateur | 214            | 21 %  | -    |
| Total | Total                                      | Total        | 1 020          | 100 % |      |

|       | Nom                                        | Parti        | Nombre de voix | %      | Maj. |
| ----- | ------------------------------------------ | ------------ | -------------- | ------ | ---- |
|       | Henri-Gustave Joly de Lotbinière (sortant) | Libéral      | 1 383          | 56,9 % | 336  |
|       | Guillaume Amyot                            | Conservateur | 1 047          | 43,1 % | -    |
| Total | Total                                      | Total        | 2 430          | 100 %  |      |

|       | Nom                              | Parti   | Nombre de voix    | %                 | Maj.              |
| ----- | -------------------------------- | ------- | ----------------- | ----------------- | ----------------- |
|       | Henri-Gustave Joly de Lotbinière | Libéral | (sans opposition) | (sans opposition) | (sans opposition) |
| Total | Total                            | Total   | -                 | -                 |                   |

### Résultats électoraux du Parti libéral du Québec sous Joly de Lotbinière
| Partis | Partis                   | Chef                             | Candidats | Sièges                                                                  | Sièges | Voix   | Voix   | Voix |
| Partis | Partis                   | Chef                             | Candidats | [[Élections générales québécoises de #Résultats par parti politique\|]] | Élus   | Nb     | %      | +/-  |
| --- | ------------------------ | -------------------------------- | --------- | ----------------------------------------------------------------------- | ------ | ------ | ------ | ---- |
| | Conservateur             | Pierre-Joseph-Olivier Chauveau   | 59        | -                                                                       | 51     | 40 474 | 53,5 % | -    |
| | Libéral                  | Henri-Gustave Joly de Lotbinière | 47        | -                                                                       | 13     | 26 842 | 35,5 % | -    |
| | Conservateur indépendant | Conservateur indépendant         | 13        | -                                                                       | -      | 7 144  | 9,4 %  | -    |
| | Libéral indépendant      | Libéral indépendant              | 3         | -                                                                       | -      | 1 245  | 1,6 %  | -    |
| Total | Total                    | Total                            | 122       |                                                                         | 64     | 75 705 | 100 %  |      |
| Le taux de participation lors de l'élection était de 46,8 % et 0 bulletins ont été rejetés. Il y avait 113 900 personnes inscrites sur la liste électorale pour l'élection, toutefois seules 161 800 personnes avaient plus d'un candidat dans leur district. |                          |                                  |           |                                                                         |        |        |        |      |

| Partis | Partis                   | Chef                             | Candidats | Sièges | Sièges | Voix   | Voix   | Voix    |
| Partis | Partis                   | Chef                             | Candidats | 1867   | Élus   | Nb     | %      | +/-     |
| --- | ------------------------ | -------------------------------- | --------- | ------ | ------ | ------ | ------ | ------- |
| | Conservateur             | Pierre-Joseph-Olivier Chauveau   | 59        | 51     | 46     | 31 168 | 51,7 % | -1,77 % |
| | Libéral                  | Henri-Gustave Joly de Lotbinière | 37        | 13     | 19     | 23 760 | 39,4 % | +3,95 % |
| | Conservateur indépendant | Conservateur indépendant         | 11        | -      | -      | 4 545  | 7,5 %  | -1,9 %  |
| | Indépendant              | Indépendant                      | 2         | -      | -      | 823    | 1,4 %  | -       |
| Total | Total                    | Total                            | 109       | 64     | 65     | 60 296 | 100 %  |         |
| Le taux de participation lors de l'élection était de 58,9 % et 0 bulletins ont été rejetés. Il y avait 172 369 personnes inscrites sur la liste électorale pour l'élection, toutefois seules 102 380 personnes avaient plus d'un candidat dans leur district. |                          |                                  |           |        |        |        |        |         |

| Partis | Partis                   | Chef                                   | Candidats | Sièges | Sièges | Voix   | Voix   | Voix   |
| Partis | Partis                   | Chef                                   | Candidats | 1871   | Élus   | Nb     | %      | +/-    |
| --- | ------------------------ | -------------------------------------- | --------- | ------ | ------ | ------ | ------ | ------ |
| | Conservateur             | Charles-Eugène Boucher de Boucherville | 59        | 46     | 43     | 44 328 | 51 %   | +0,7 % |
| | Libéral                  | Henri-Gustave Joly de Lotbinière       | 43        | 19     | 19     | 33 763 | 38,8 % | -0,6 % |
| | Conservateur indépendant | Conservateur indépendant               | 16        | -      | 3      | 8 445  | 9,7 %  | +2,2 % |
| | Libéral indépendant      | Libéral indépendant                    | 1         | -      | -      | 405    | 0,5 %  | -      |
| Total | Total                    | Total                                  | 119       | 65     | 65     | 86 941 | 100 %  |        |
| Le taux de participation lors de l'élection était de 65,2 % et 1 115 bulletins ont été rejetés. Il y avait 185 783 personnes inscrites sur la liste électorale pour l'élection, toutefois seules 135 048 personnes avaient plus d'un candidat dans leur district. |                          |                                        |           |        |        |        |        |        |

| Partis | Partis                   | Chef                             | Candidats | Sièges | Sièges | Voix    | Voix   | Voix   |
| Partis | Partis                   | Chef                             | Candidats | 1875   | Élus   | Nb      | %      | +/-    |
| --- | ------------------------ | -------------------------------- | --------- | ------ | ------ | ------- | ------ | ------ |
| | Conservateur             | Joseph-Adolphe Chapleau          | 61        | 43     | 32     | 68 035  | 49,5 % | -1,5 % |
| | Libéral                  | Henri-Gustave Joly de Lotbinière | 58        | 19     | 31     | 65 285  | 47,5 % | +8,7 % |
| | Conservateur indépendant | Conservateur indépendant         | 10        | 3      | 2      | 4 156   | 3 %    | -6,7 % |
| Total | Total                    | Total                            | 129       | 65     | 65     | 137 476 | 100 %  |        |
| Le taux de participation lors de l'élection était de 68,1 % et 1 764 bulletins ont été rejetés. Il y avait 215 815 personnes inscrites sur la liste électorale pour l'élection, toutefois seules 204 429 personnes avaient plus d'un candidat dans leur district. |                          |                                  |           |        |        |         |        |        |

| Partis | Partis                   | Chef                             | Candidats | Sièges | Sièges | Voix   | Voix   | Voix    |
| Partis | Partis                   | Chef                             | Candidats | 1878   | Élus   | Nb     | %      | +/-     |
| --- | ------------------------ | -------------------------------- | --------- | ------ | ------ | ------ | ------ | ------- |
| | Conservateur             | Joseph-Adolphe Chapleau          | 57        | 32     | 49     | 49 152 | 50,4 % | +0,89 % |
| | Libéral                  | Henri-Gustave Joly de Lotbinière | 45        | 31     | 15     | 38 020 | 39 %   | -8,52 % |
| | Conservateur indépendant | Conservateur indépendant         | 11        | 2      | 1      | 8 796  | 9 %    | +6,00 % |
| | Libéral indépendant      | Libéral indépendant              | 3         | -      | -      | 1 557  | 1,6 %  | -       |
| | Indépendant              | Indépendant                      | 1         | -      | -      | 34     | 0 %    | -       |
| Total | Total                    | Total                            | 117       | 65     | 65     | 97 559 | 100 %  |         |
| Le taux de participation lors de l'élection était de 60,4 % et 1 949 bulletins ont été rejetés. Il y avait 223 221 personnes inscrites sur la liste électorale pour l'élection, toutefois seules 164 693 personnes avaient plus d'un candidat dans leur district. |                          |                                  |           |        |        |        |        |         |

### Archives
- Le fonds d'archives de la famille Joly de Lotbinière est conservé au centre d'archives de Québec de Bibliothèque et Archives nationales du Québec[22].